# Foresco
Foresco is een pallet- en verpakkingsbedrijf uit de Belgische stad Genk. Het houdt zich bezig met het repareren en in- en verkopen van gebruikte pallets, het produceren van nieuwe pallets, het beheren van palletbestanden, het afvoeren en verwerken van afvalhout en het maken van industriële verpakkingen.

## Geschiedenis
Begin 20e eeuw was Foresco een familiebedrijf dat hout importeerde uit andere werelddelen. Vervolgens werd houten verpakkingsmateriaal geproduceerd. In 2009 kochten de ondernemers Cedric De Quinnemar en Jan Ponnet het bedrijf aan, met als doel het te verbeteren en uit te bouwen. Bij de aankoop had Foresco een omzet van 15 miljoen euro; in 2023 werd een omzet van 447 miljoen euro behaald.

### Expansie
Vanaf 2019 groeide Foresco door het overnemen van palletbedrijven in zowel België als Nederland. Voor de Nederlandse instantie ACM was het grote aantal overnames aanleiding om in 2024 een onderzoek te starten: hoewel voor 13 van de 17 overnames een melding bij ACM niet verplicht was, kon Foresco door de vele kleine overnames alsnog een te grote machtspositie binnen de branche verkrijgen. In februari 2025 oordeelde de ACM echter dat dit zogenaamde 'kralen rijgen' door Foresco niet leidde tot een verstoring van de markt.
Foresco deed in 2024 zijn 25e overname door de Belgische palletfabrikant LeBeck in te lijven. Hierna volgde het Deense bedrijf STEA.